# Evangelische Kirche (Wißmar)

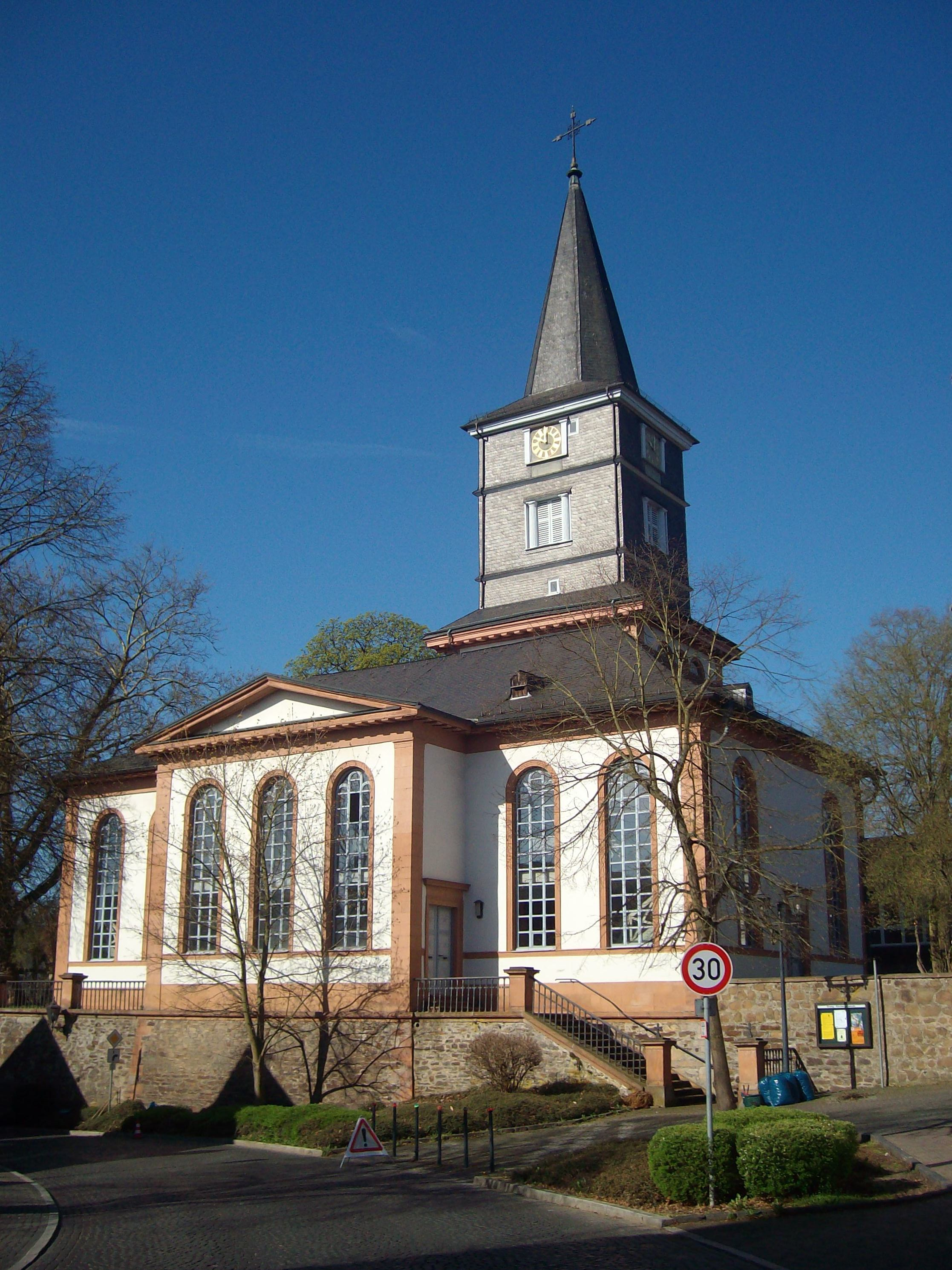
Kirche in Wißmar von Osten

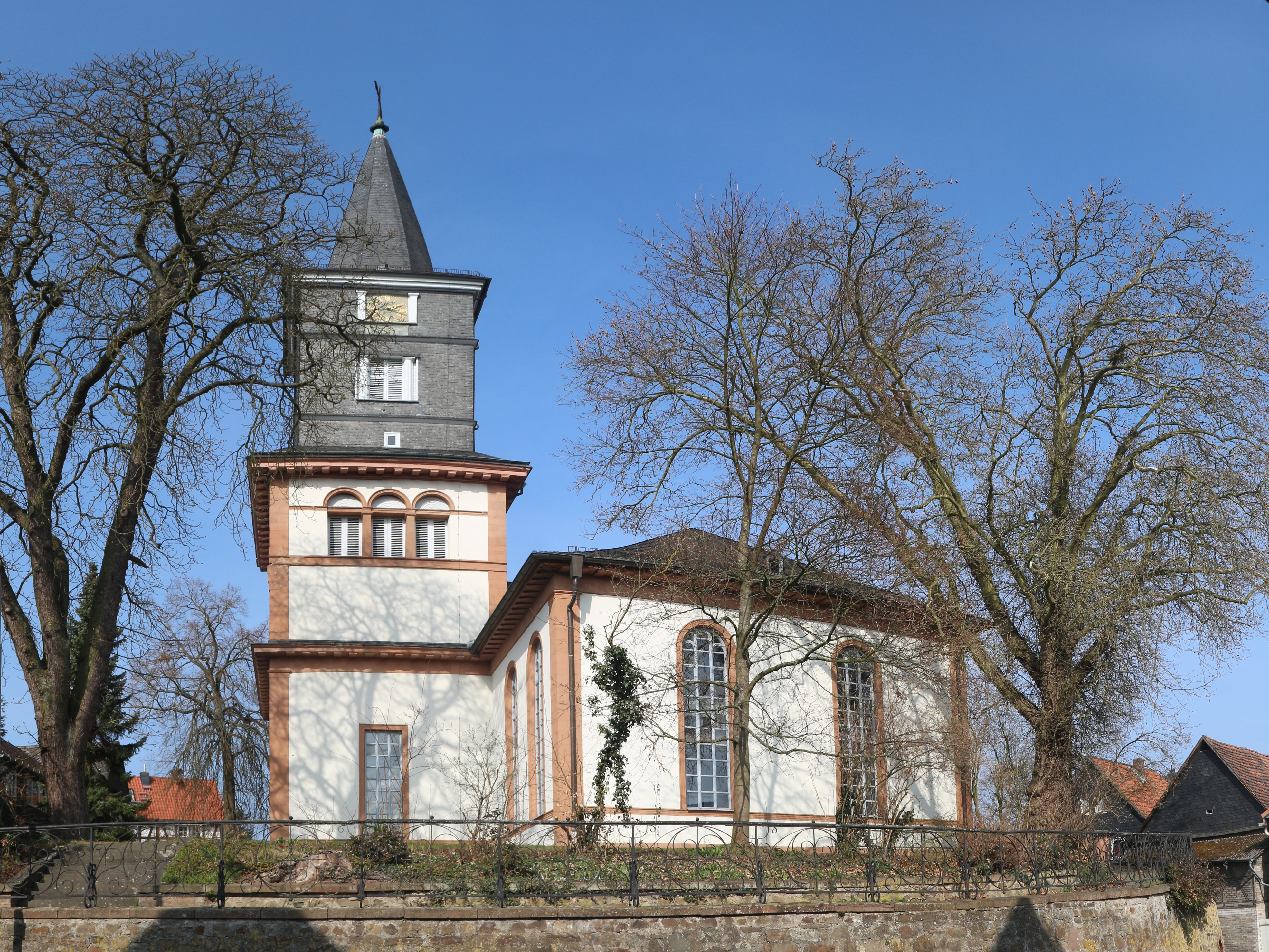
Südansicht der Kirche

Die Evangelische Kirche in Wißmar, einem Ortsteil der Gemeinde Wettenberg im Landkreis Gießen (Mittelhessen), ist eine spätklassizistische Querkirche. Sie wurde in den Jahren 1827 bis 1830 nach Plänen und unter Leitung des preußischen Architekten Friedrich Louis Simon, eines Schülers von Karl Friedrich Schinkel, anstelle eines mittelalterlichen Vorgängerbaus errichtet. Die Kirche mit ihrem 35 Meter hohen Westturm ist hessisches Kulturdenkmal.

## Geschichte

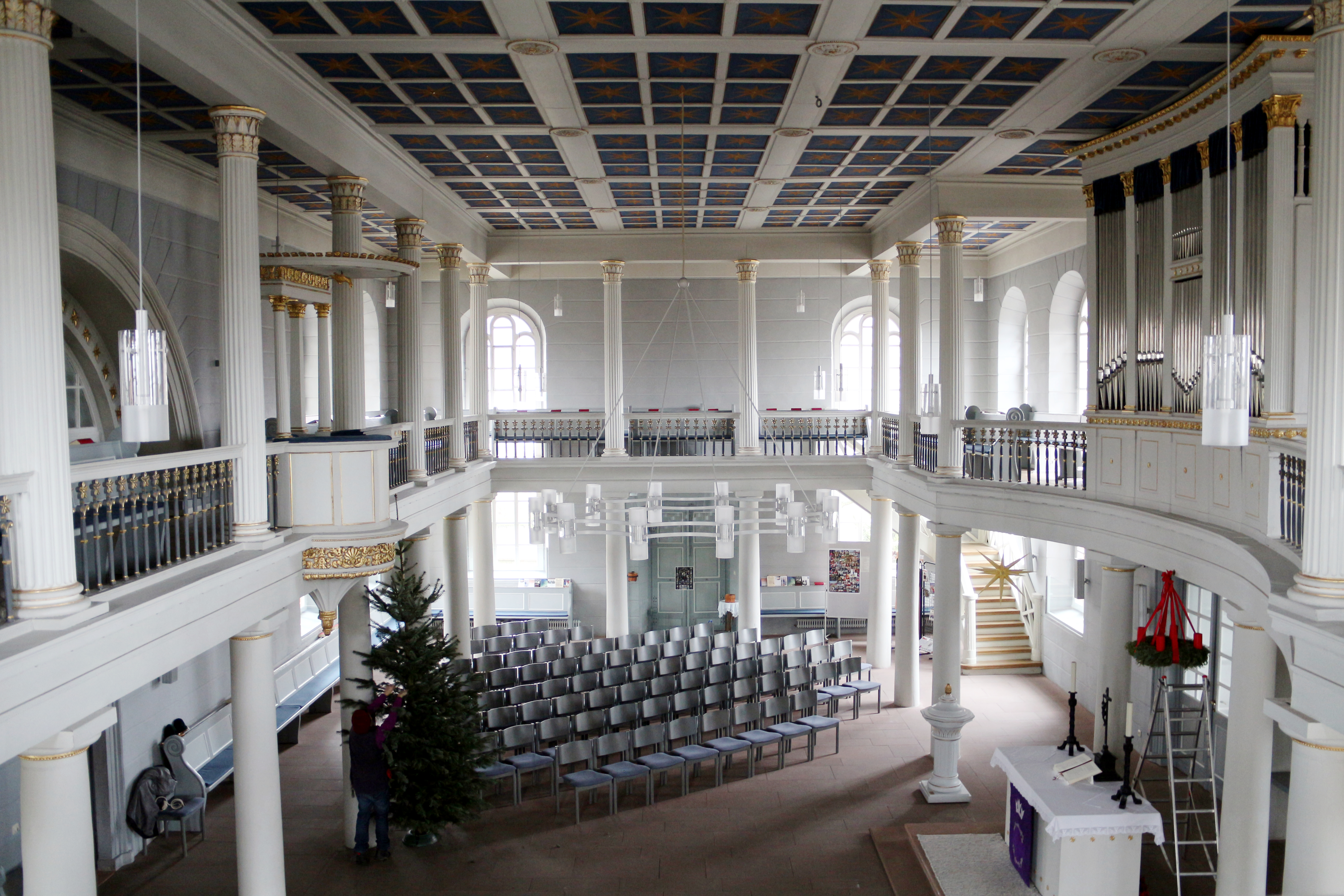
Innenraum mit Blick nach Norden; links an die Empore die Kanzel, rechts auf der Empore die Orgel und rechts unten der Altar

Wißmar verfügte über eine kleine romanische Kapelle aus der Zeit um 1200, die im Jahr 1327 erstmals urkundlich erwähnt wurde. Sie stand zunächst im Filialverhältnis zu Kirchberg und erhielt spätestens 1353 ihre Selbstständigkeit. In der zweiten Hälfte des 14. Jahrhunderts wurde die Kapelle durch eine einschiffige gotische Kirche ersetzt. Der rechteckige Saalbau war etwa 23 Meter lang und 9 Meter breit und hatte einen mittigen Dachreiter. Das Patronatsrecht besaß im Jahr 1440 die adelige Familie Schabe, die es bis zu ihrem Aussterben um 1619 ausübte. Mit Einführung der Reformation wechselte Wißmar zum evangelischen Bekenntnis.
Im Jahr 1773/1774 wurde der Kirchturm erneuert, der 1828 einem Sturm zum Opfer fiel und einstürzte. Als die mittelalterliche Kirche zu Beginn des 19. Jahrhunderts baufällig und zu klein wurde, beschloss die Gemeinde einen Neubau. 1827 riss der Maurermeister Joseph Röhner aus Gießen die alte Kirche ab und entdeckte die Fundamente der beiden Vorgängerbauten aus romanischer und gotischer Zeit. Der Turm sollte zunächst beibehalten werden, stürzte in der Nacht vom 6. auf den 7. Mai 1828 aber teilweise ein und wurde deshalb ebenfalls abgebrochen.
Die Grundsteinlegung für die neue Kirche erfolgte am 15. Juni 1828, die Einweihung am 3. Oktober 1830. Die Kosten betrugen 18.000 Reichstaler, die die Gemeinde aus eigenen Mitteln aufbrachte. Der Turm erhielt zunächst ein flaches vierseitiges Dach. Hinter der Kanzel wurde 1863 zum Turm ein großes Rundbogenfenster eingebrochen. Die Gemeinde ließ 1865/1866 das flache Pyramidendach des Turms durch den heutigen Turmaufbau mit Spitzhelm ersetzen. 1908 folgte der Einbau einer Niederdruck-Dampfheizung, 1916 die Elektrifizierung und 1930 eine Innenrenovierung. Nach Beschuss durch Panzergranaten am 28. März 1945 wurden die Kriegsschäden an der Westseite der Kirche bis 1946 provisorisch behoben.
Im Jahr 1962/1963 wurden die Kriegsschäden behoben und eine Innenrenovierung durchgeführt, bei der der Altar zurückversetzt wurde. 1992/93 erfolgte eine aufwändige Restaurierung und Neugestaltung des Innenraums, bei der die Dualität von Kanzel im Westen und Altar im Osten aufgegeben wurde. Die Bänke wurden durch Stühle ersetzt und die Gemeinde ganz auf den Altarbereich mit Lesepult ausgerichtet. Einige originale Bänke mt geschnitztem Wulst an den Wagen stehen auf der Empore. Im Jahr 2008 folgte der Einbau eines gläsernen Windfangs an der Nordseite und zusätzlicher Glasscheiben an den Fenstern.
Am 1. Januar 2021 fusionierten die drei evangelischen Kirchengemeinden Krofdorf-Gleiberg, Launsbach und Wißmar zur Kirchengemeinde Wettenberg. Die Kirchengemeinde gehört zum Evangelischen Kirchenkreis an Lahn und Dill in der Evangelischen Kirche im Rheinland.

## Architektur

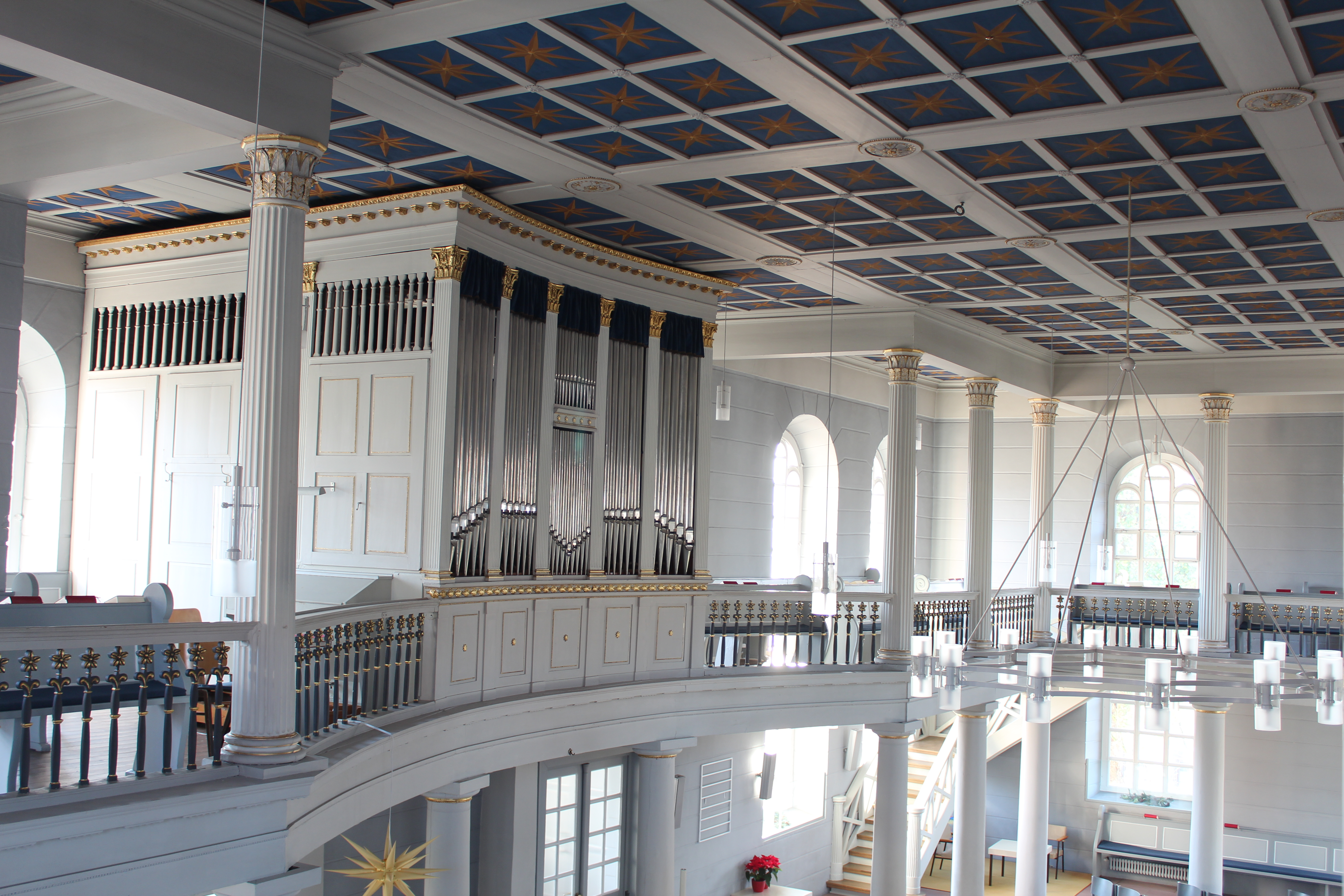
Blick auf die konkave Orgelempore

Der quer ausgerichtete Saalbau ist erhöht im Ortszentrum auf einem Sporn inmitten einer ehemals wehrhaften Mauer errichtet. Ein spätklassizistisches Eisengitter reicht von der Südostecke bis zum Pfarrhaus. Die weiß verputzte Kirche aus Bruchsteinmauerwerk hat ein flaches, verschiefertes Walmdach. Der völlig symmetrisch konzipierte Bau wird durch den Sockel, die Eckpilaster und den Zahnschnitt unter dem Kranzgesims aus rotem Sandstein geprägt. Unten sind an den Ecken neun achtzackige Sterne angebracht, die in der Mitte ein Eisernes Kreuz zeigen. Die östliche Schauseite zur Straße wird durch einen dreiachsigen Mittelrisalit hervorgehoben, dessen Eingangsbereich als Windfang dient. Der Risalit ist 10,10 Meter breit und 2,50 Meter tief und wird von einem flachen, fensterlosen Dreiecksgiebel abgeschlossen. Durch den Risalit und den Westturm entsteht ein kreuzförmiger Grundriss.
Hohe, dreibahnige Rundbogenfenster mit dreifach abgestuften Gewänden aus Rotsandstein belichten den Innenraum: drei im Mittelrisalit, links und rechts je zwei, je zwei an den Schmalseite und an beiden Seiten des Turms. Ein umlaufendes Sandsteingesims bildete den unteren Fensterabschluss. Das Schiff wird durch den Haupteingang an der Nordost-Ecke seitlich beim Mittelrisalit und den südlichen Seiteneingang auf der gegenüberliegenden Seite sowie durch einen weiteren Seiteneingang in der Mitte der Nordwand erschlossen. Alle Portale sind hochrechteckig mit profilierten Sandsteingewänden und vorkragenden Konsolen gestaltet. Die zweiflügeligen Türen haben drei kassettierte Felder, die (abgesehen von der Sakristeitür) durch je eine Palmette verziert werden. Ungewöhnlich ist, dass der Haupteingang von hinten am Altar vorbei in das Kircheninnere führt und den Blick zunächst auf die aufwändig gestaltete Kanzel lenkt.
Der zweigeschossig aufgemauerte Turmunterbau auf quadratischem Grundriss ist dem Schiff westlich vorgelagert und reicht im Obergeschoss über das Schiff hinaus. Er ist 8,90 Meter breit und 8,20 Meter tief. Mehrere horizontale Gesimsbänder gliedern den Turm. Er hat einen vollständig verschindelten Helmaufbau aus drei Fachwerkgeschossen mit Spitzhelm, der eine Höhe von 35 Metern erreicht. Das quaderförmige Glockengeschoss wird durch zwei Gesimse gegliedert und geht in den oktogonalen Spitzhelm über, der von einem Turmknauf und Kreuz bekrönt wird. Die Turmhalle dient als Sakristei, dessen rechteckiger Westeingang auch zum Turmaufgang führt. Über dem Turmeingang ist ein großes Halbrundbogenfenster mit den originalen fächerartigen Sprossen aus Gusseisen angebracht.

## Ausstattung

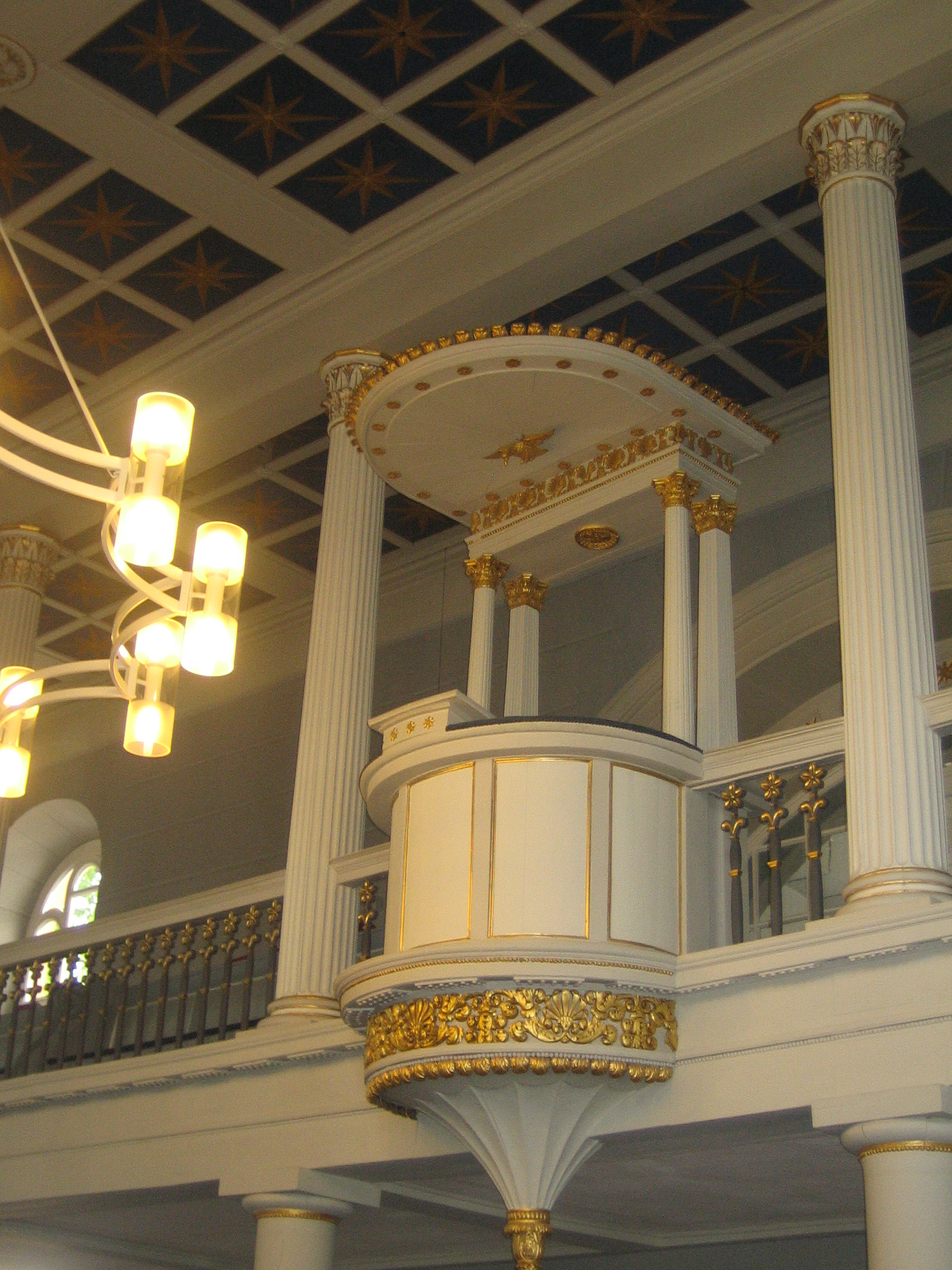
Kanzel in der Westempore

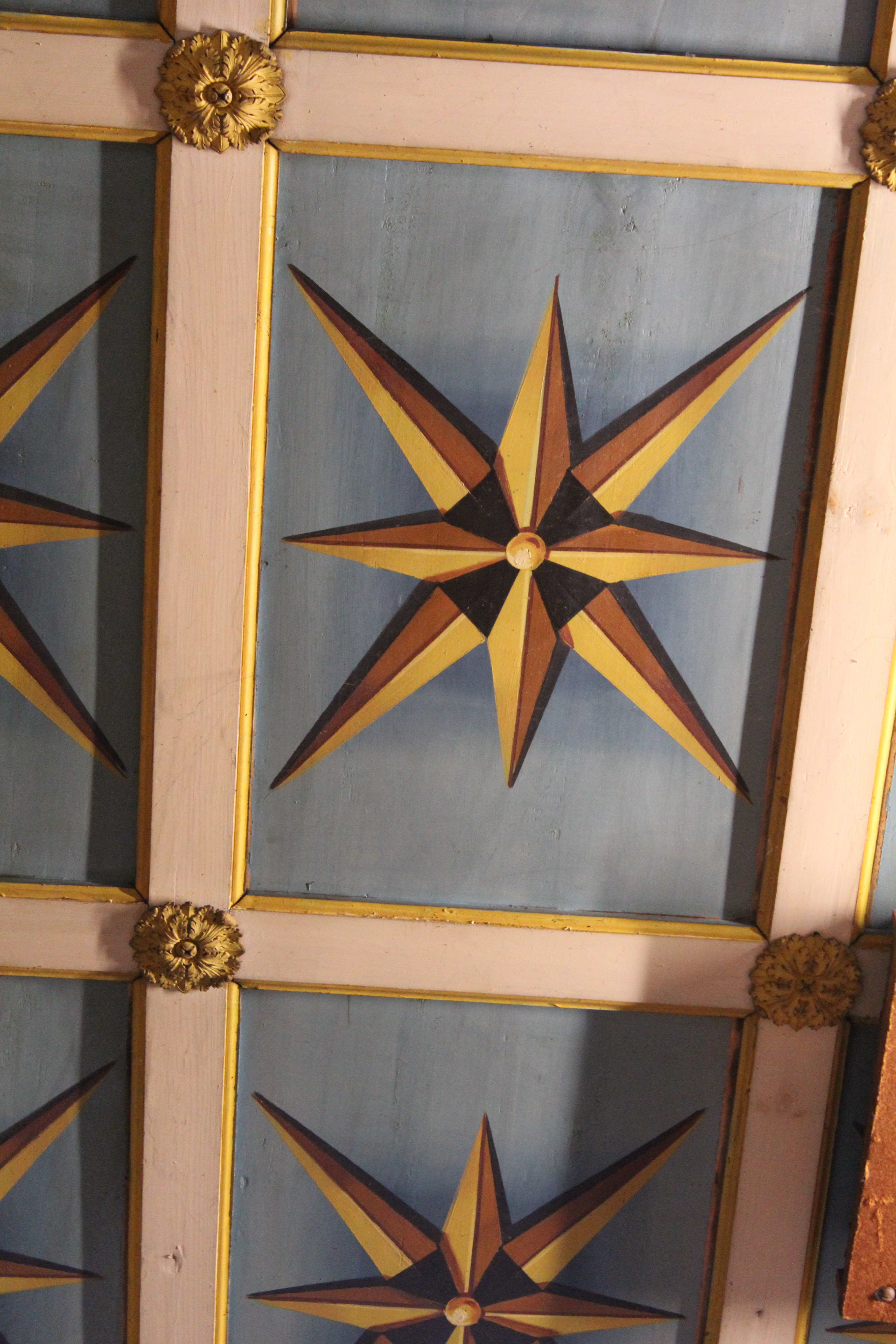
Kassettendecke mit Sternmotiv; die alte Farbgebung mit dem Eisernen Kreuz ist so nur noch im Innern des Orgelgehäuses erhalten.

Der Innenraum ist 25,26 Meter lang und 13,25 Meter, im Bereich des Risalits 16 Meter breit. Er wird von einer flachen Kassettendecke abgeschlossen, die mit 666 vergoldeten Sternen auf blauem Untergrund ausgemalt ist. Jede Kassette umfasst neun achtzackige Sterne, die wahrscheinlich mit einer Schablone gezeichnet wurden. Die dezent integrierten Eisernen Kreuze im Zentrum der Sterne wurden später übermalt und sind nur oberhalb der Orgel erhalten. Der Fußboden ist mit roten Sandsteinplatten belegt. Die Kirchenausstattung stammt überwiegend aus den 1830er Jahren. Ihre weiße Farbe mit Vergoldungen verleiht dem Raum eine vornehme Wirkung. Durch die vierseitig umlaufende Empore ist der großzügige Innenraum zweigeschossig gestaltet. Sie ruht auf 20 toskanischen Säulen, die oberhalb der Empore in 18 kannelierte korinthische Holzsäulen übergehen und die Unterzüge tragen. Zwei Säulen fehlen dort, wo die Orgel aufgestellt ist. Die Empore springt an dieser Stelle, einer Apsis vergleichbar, konkav zurück und betont den Altarbereich.
Der Kanzel, die hoch in die Westempore einbezogen ist, stehen an der Ostseite Altar und Orgel auf der Mittelachse gegenüber. Die halbkreisförmige Kanzel hat fünf schlichte Füllungen über einem reich verzierten Fries mit vergoldeten Voluten, Muscheln und Akanthusblättern. Der Schalldeckel ruht auf zwei runden und zwei viereckigen Säulen korinthischer Ordnung und ist mit einem Kranz aus vergoldeten Blättern verziert. An seiner Unterseite ist eine vergoldete Taube, Symbol für den Heiligen Geist, angebracht. Ein die Taube umgebender Strahlenkranz wurde später übermalt. Der konkave Orgelprospekt wird durch Pilaster in fünf Felder gegliedert. Unterhalb der Orgel steht der Blockaltar mit schwarzer Marmorplatte um zwei Stufen erhöht. Das Altarkreuz und die beiden Leuchter sind aus Gusseisen gefertigt und stammen vermutlich von 1830.
Das hölzerne Taufbecken stammt aus Collmen von Johann Christian Hentschel sen. und datiert von 1836. Eine kannelierte Säule auf quadratischer Platte geht in ein Kapitell mit einer achteckigen Platte über, die eine runde Taufschale aufnimmt. Einige fehlende Akanthusblätter am Kapitell und der vergoldete Pinienzapfen auf dem Runddeckel wurden bei der Restaurierung von dem Wißmarer Tischler Marcus Stroh ergänzt, bevor der Taufstein 2011 wieder in Gebrauch genommen wurde. Das Kirchengestühl wurde 1993 durch lose Einzelstühle ersetzt, die diagonal zum Altar ausgerichtet sind. Heute wird die Kanzel nicht mehr genutzt, sondern entgegen der architektonischen Konzeption vom Altarbereich aus gepredigt.

## Orgel

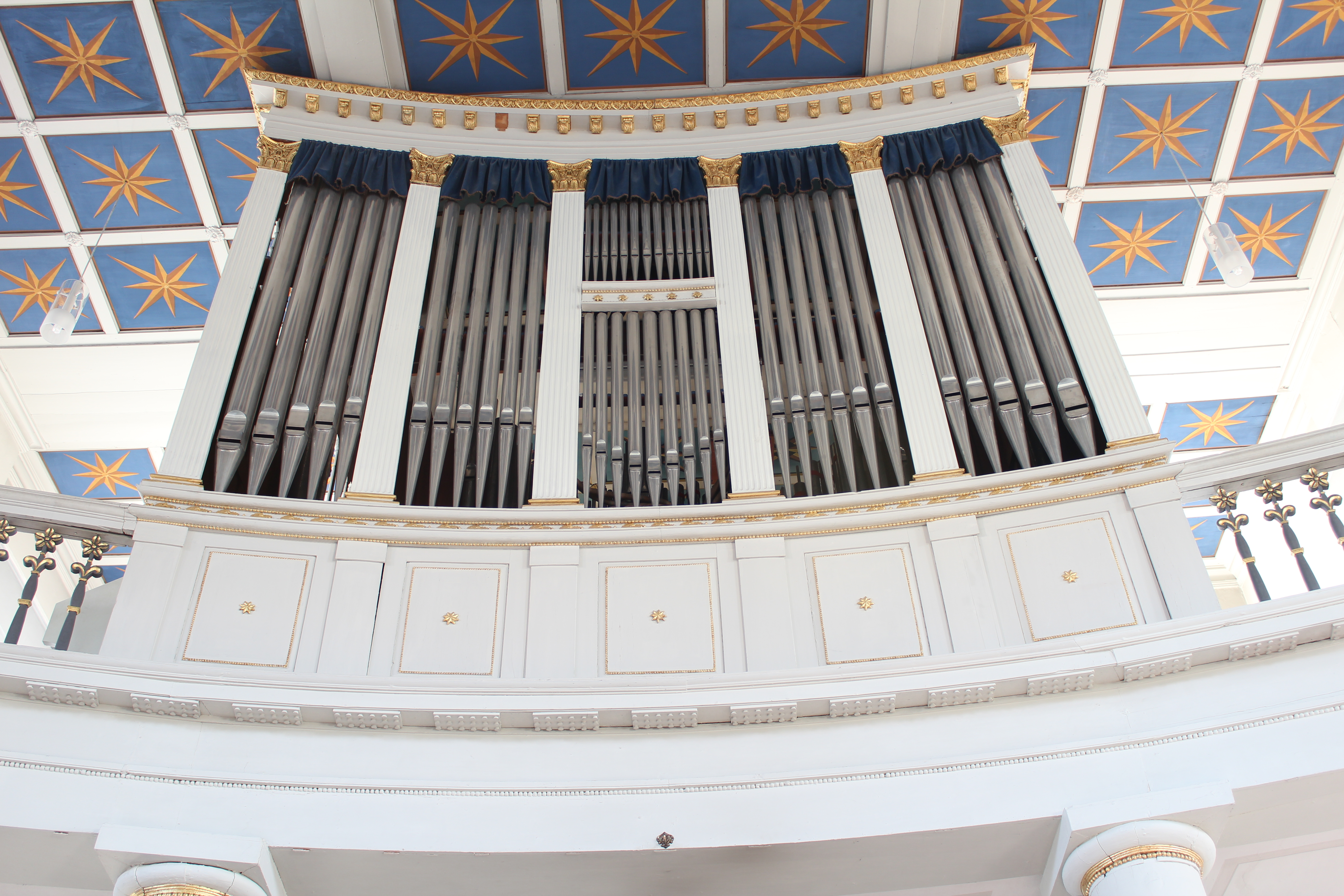
Orgel im historischen Gehäuse von 1830

Die Vorgängerkirche erhielt im Jahr 1726 eine erste Orgel. Am 6. Januar 1828 schloss die Gemeinde einen Vertrag mit Johann Georg Bürgy über einen Orgelneubau. Als sich die Lieferung verzögerte, kam es 1831 zu einem Vergleich mit Bürgy, der 1830 das Gehäuse und den Windbalg und 1831 erst ein Drittel der Orgel geliefert hatte. Unter Einbeziehung der vorhandenen Teile vollendete Johann Hartmann Bernhard die Orgel mit 17 Registern in dem vorhandenen korinthischen Gehäuse. Sie wird 1836 als „gute neue Orgel“ bezeichnet.
Günter Hardt aus Möttau schuf 1967 eine neue Orgel hinter dem historischen Gehäuse. Das Instrument verfügt über 19 Register auf mechanischen Schleifladen. Die drei
Zungenregister haben eine elektrische Registertraktur. Die Disposition lautet wie folgt:
| I Hauptwerk C–g3 |       |
| Prinzipal        | 8′    |
| Rohrflöte        | 8′    |
| Oktave           | 4′    |
| Gedackt          | 4′    |
| Quinte           | 2 ⁄3′ |
| Waldflöte        | 2′    |
| Mixtur IV        | 1 ⁄3′ |
| Trompete         | 8′    |

| II Nebenwerk C–g3 |       |
| Gedackt           | 8′    |
| Prinzipal         | 4′    |
| Oktave            | 2′    |
| Sifflöte          | 1 ⁄3′ |
| Zimbel III        | 1′    |
| Krummhorn         | 8′    |
| Tremulant         |       |

| Pedal C–f1   |       |
| Subbaß       | 16′   |
| Oktavbaß     | 8′    |
| Choralbaß II | 4′+2′ |
| Mixtur V     | 2′    |
| Posaune      | 16′   |

- Koppeln: II/I, I/P, II/P

## Glocken
Der Glockenstuhl beherbergt ein Dreiergeläut. Schon die gotische Vorgängerkirche hatte drei Glocken, die 1773 in den steinernen Kirchturm umgehängt wurden. Nachdem dieser eingestürzt war, wurden in den Jahren 1782, 1784 und 1818 drei neue Glocken von Rincker in Leun bzw. Otto in Gießen gegossen. Die Rincker-Glocke von 1782 und die Otto-Glocke von 1784 mussten im Ersten Weltkrieg als Metallspende des deutschen Volkes abgeliefert werden. Die dritte Glocke (Rincker, 1818) zersprang im Winter 1921/1922. Als Ersatz goss F. W. Rincker 1922 drei neue Bronzeglocken. Im Zweiten Weltkrieg wurden abermals zwei Glocken abgegeben, die 1951 durch neue ersetzt wurden.